# Aeródromo de Tatsinskaya
El aeródromo de Tatsinskaya fue el principal aeródromo usado por la Wehrmacht alemana durante la batalla de Stalingrado para suministrar al 6.º Ejército desde el exterior.

## Visión general

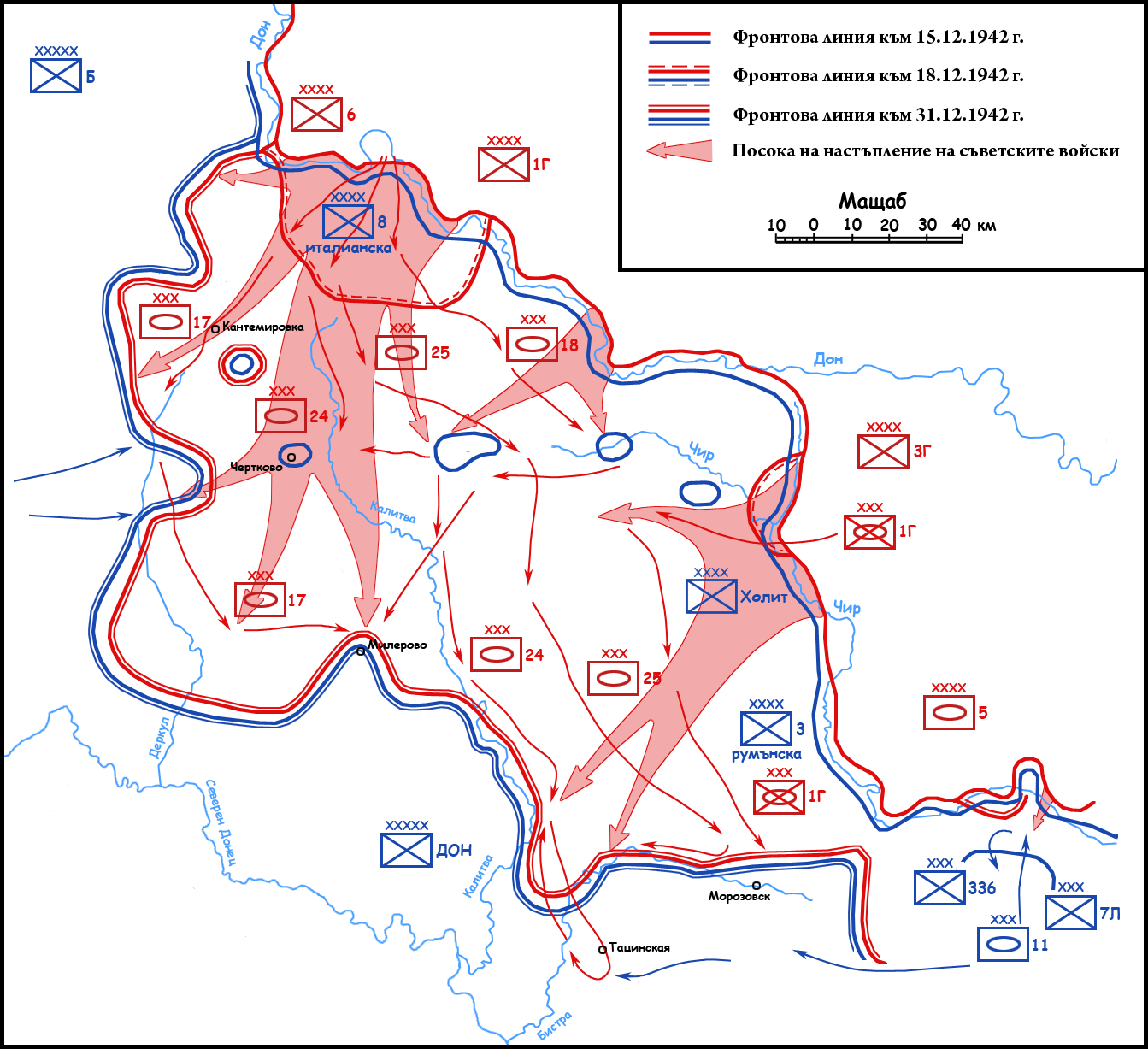
Operación Saturno en la batalla de Tatsinskaya.

El aeródromo de Tatsinskaya, a 260 km al oeste de Stalingrado, se convirtió en el aeródromo más importante para el suministro del 6.º Ejército atrapado en Stalingrado después de que todas las conexiones por tierra fueran cortadas después del 24 de noviembre de 1942.
Desde Tatsinskaya, un avión Ju 52 tardaría aproximadamente una hora y media para llegar a Stalingrado, desde donde volvería después de una vuelta de tres horas y media, teóricamente permitiendo completar una misión en seis horas. Tatsinskaya sirvió de base principal para los aviones de transporte Junkers Ju 52, mientras que Morozovskaya fue utilizado principalmente por los bombarderos Heinkel He 111, que se convirtieron en aviones de transporte.
El aeródromo estaba bajo amenaza de ser tomado por el Ejército Rojo, pero Hermann Göring prohibió su evacuación a pesar de la petición del General de División Martin Fiebig, que estaba a cargo del suministro por aire para Stalingrado. El 23 de diciembre, Göring dio permiso para la evacuación, pero ya era demasiado tarde; Tatsinskaya fue invadido un día más tarde, con la Luftwaffe alemana perdiendo casi setenta de los ciento ochenta Junkers Ju 52 estacionados allí y todo el equipo de tierra. La caída del aeródromo, junto con el de Morozovskaya amenazado, hizo que los suministros al 6.º Ejército se detuvieran hasta el 26. Aunque fue retomado brevemente por los alemanes el 28, Tatsinskaya cayó de nuevo en manos soviéticas antes del 31 de diciembre.
Después de la caída de Tatsinskaya, los Junkers Ju 52 de allí fueron reubicados a Salsk, mientras que el los Heinkel He 111 fueron a Novocherkask, aumentando considerablemente la distancia para viajar.

## Ubicación
El aeródromo todavía existente está situado aproximadamente 35 kilómetros al este de la ciudad de Bélaya Kalitvá, cerca de la stanitsa de Tatsinskaya.

## Aeródromos de la Batalla de Stalingrado

### Aeródromos de la bolsa
Siete aeródromos fueron utilizados dentro de la bolsa para suministrar el 6.º Ejército:
- Pitomnik
- Bolshaia Rossoshka
- Stalingradski
- Gumrak, ahora Volgograd Aeropuerto Internacional
- Basargino
- Voroponovo
- Karpovka

### Aeródromos externos
Once aeródromos solieron suministrar al 6.º Ejército desde el exterior de la bolsa:
- Tatsinskaya
- Morozovsk
- Sverovo
- Salsk
- Stalino-Nord
- Novocherkask
- Lugansk
- Gorlivka
- Makiivka
- Kostiantynivka
- Rostov